# Мінума (район, Сайтама)

35°51′42″ пн. ш. 139°38′43″ сх. д. / 35.86167° пн. ш. 139.64528° сх. д.
Райо́н Міну́ма (яп. 見沼区, みぬまく, МФА: [mʲinuma ku̥], «Мінумський район») — район міста Сайтама префектури Сайтама в Японії. Станом на 1 жовтня 2008 площа району становила 30,63 км². Станом на 1 січня 2009 населення району становило 155 301 осіб.